# Аткус
Аткус — река в России на Южном Урале, протекает в Карабашском городском округе Челябинской области. Левый приток Миасса, впадает в Аргазинского водохранилище либо непосредственно в Миасс, что зависит от уровня водохранилища, устье Аткуса находится в 527 км по левому берегу реки Миасс. Длина реки Аткус составляет 10 км.
Река Аткус вытекает из озера Большой Агардяш. Ниже по течению от истока в русле построен небольшой пруд на территории одноимённого дачного посёлка.
В реке Аткус растут включённые в Красную книгу Челябинской области редко встречаемые кубышка малая (лат. Nuphar pumila) и кувшинка четырёхгранная (лат. Nymphaea tetragona).

## Данные водного реестра
По данным государственного водного реестра России относится к Иртышскому бассейновому округу, водохозяйственный участок реки — Миасс от истока до Аргазинского гидроузла, речной подбассейн реки — Тобол. Речной бассейн реки — Иртыш.
Код объекта в государственном водном реестре — 14010500812111200003602.

## Антропогенное загрязнение

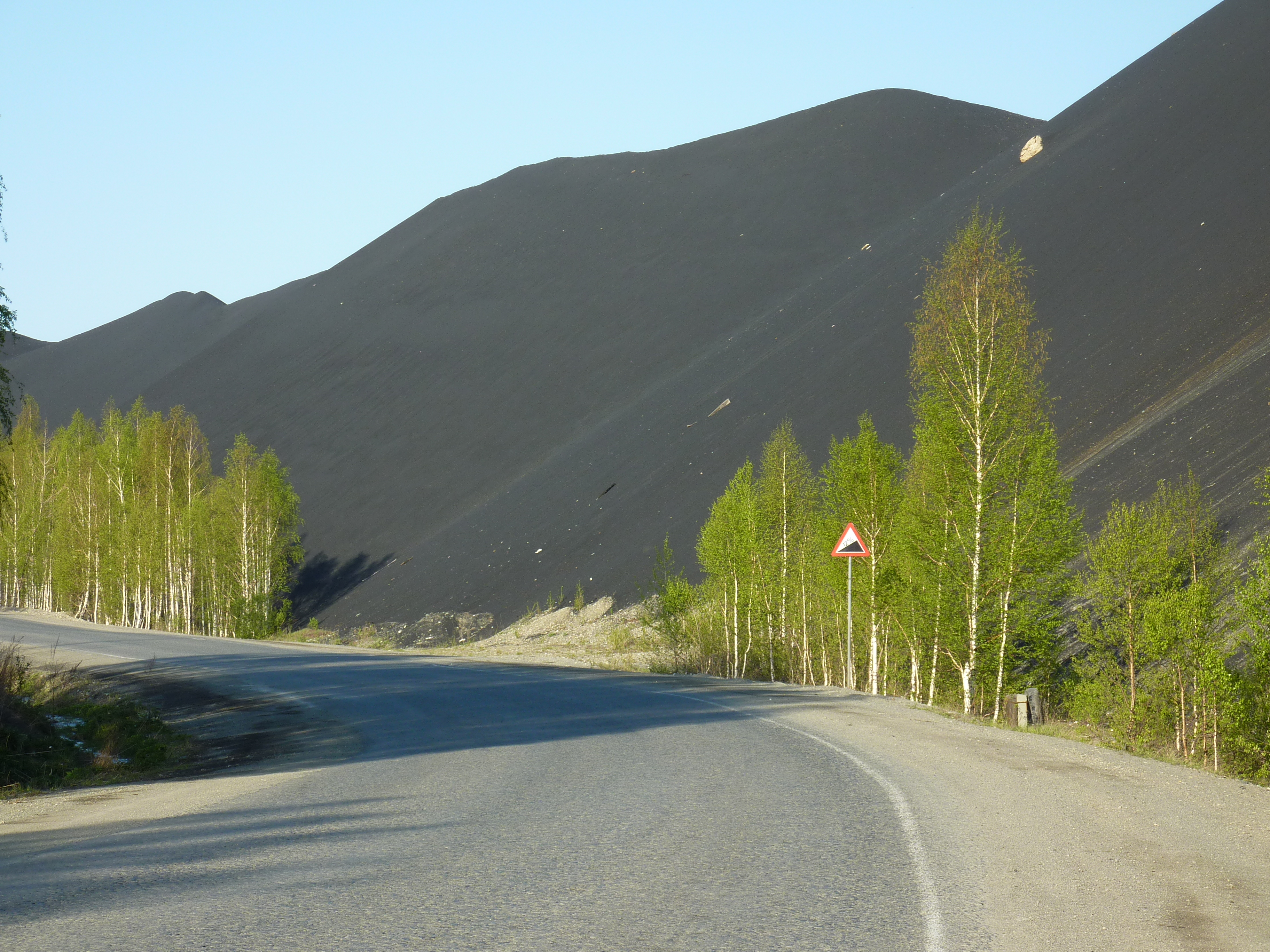
Шлаковые отвалы «Карабашмеди» находящиеся в водосборном бассейне реки Ольховка

Посредством правого притока, речки Ольховки, впадающей в 2 км выше устья, нижнее течение реки Аткус загрязняется стоками, содержащими соли тяжёлых металлов, со шлакоотвала АО «Карабашмедь», а также частью хозяйственно-бытовых стоков Карабаша.
Для снижения загрязнения реки подотвальными дренажными водами текущими от шлаковых отвалов производства меди и шахтных вод поступающих с водосборного бассейна, на реке Ольховке построен пруд-отстойник. Несмотря на это, в Аткусе ниже места впадения Ольховки наблюдается превышение содержания ионов тяжёлых металлов выше предельно допустимых концентрации, так в частности: меди до 23 раз, цинка до 6,5 раз, марганца до 51 раза. Что в итоге приводит к дополнительному, кроме реки Сак-Елга, химическому загрязнению Аргазинского водохранилища — резервуара хозяйственно-питьевой воды для населённых пунктов расположенных на его берегу и ниже по течению реки Миасс, в том числе и г. Челябинска. В связи с чем предпринимаются дополнительные меры по снижению загрязнения реки.